# Волковце
Волковце (слч. Volkovce) насељено је мјесто са административним статусом сеоске општине (слч. obec) у округу Злате Моравце, у Њитранском крају, Словачка Република.

## Становништво
| Година:    | 1994. | 2004.   | 2014.   | 2024.   |
| ---------- | ----- | ------- | ------- | ------- |
| Број људи: | 1014  | 1011    | 1020    | 1006    |
| Разлика:   |       | -0,29 % | +0,89 % | -1,37 % |

| Година:    | 2023. | 2024.   |
| ---------- | ----- | ------- |
| Број људи: | 1001  | 1006    |
| Разлика:   |       | +0,49 % |

Према подацима о броју становника из 2011. године насеље је имало 994 становника.